# بافل هاك
بافل هاك (بالفرنسية: Pavel Hak) هو كاتب فرنسي. تم نفي بافل هاك إلى فرنسا عام 1986 ودرس الفلسفة في جامعة باريس السوربون، وكان في ذلك الوقت يجيد اللغة الفرنسية. كتاب "القناص" هو وصف مصور للإبادة الجماعية والتعذيب في بلد لم يذكر اسمه. صدر هذا الكتاب في عام 2005 وحظي بمراجعات إيجابية للغاية في المملكة المتحدة والولايات المتحدة الأمريكية.

## كتبه
- سفاري، رواية، 2001
- قناص، رواية، 2002
- القتال حتى الموت، مسرحية، 2004
- ترانس، رواية، 2006
- فاراكس، رواية، 2009
- القيء الأسود، رواية، 2001